# Zroślicha

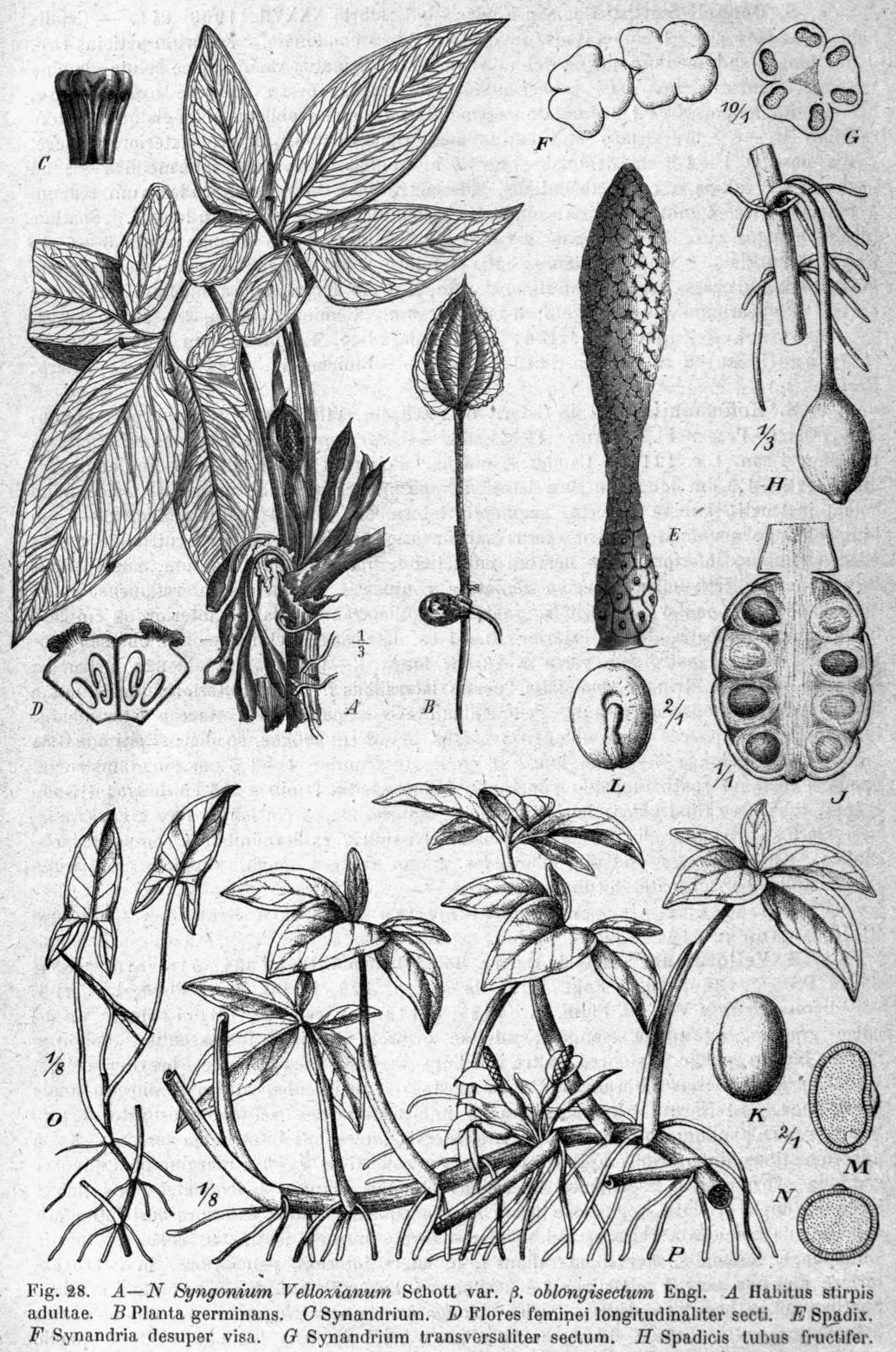
Morfologia zroślichy stopowcowej

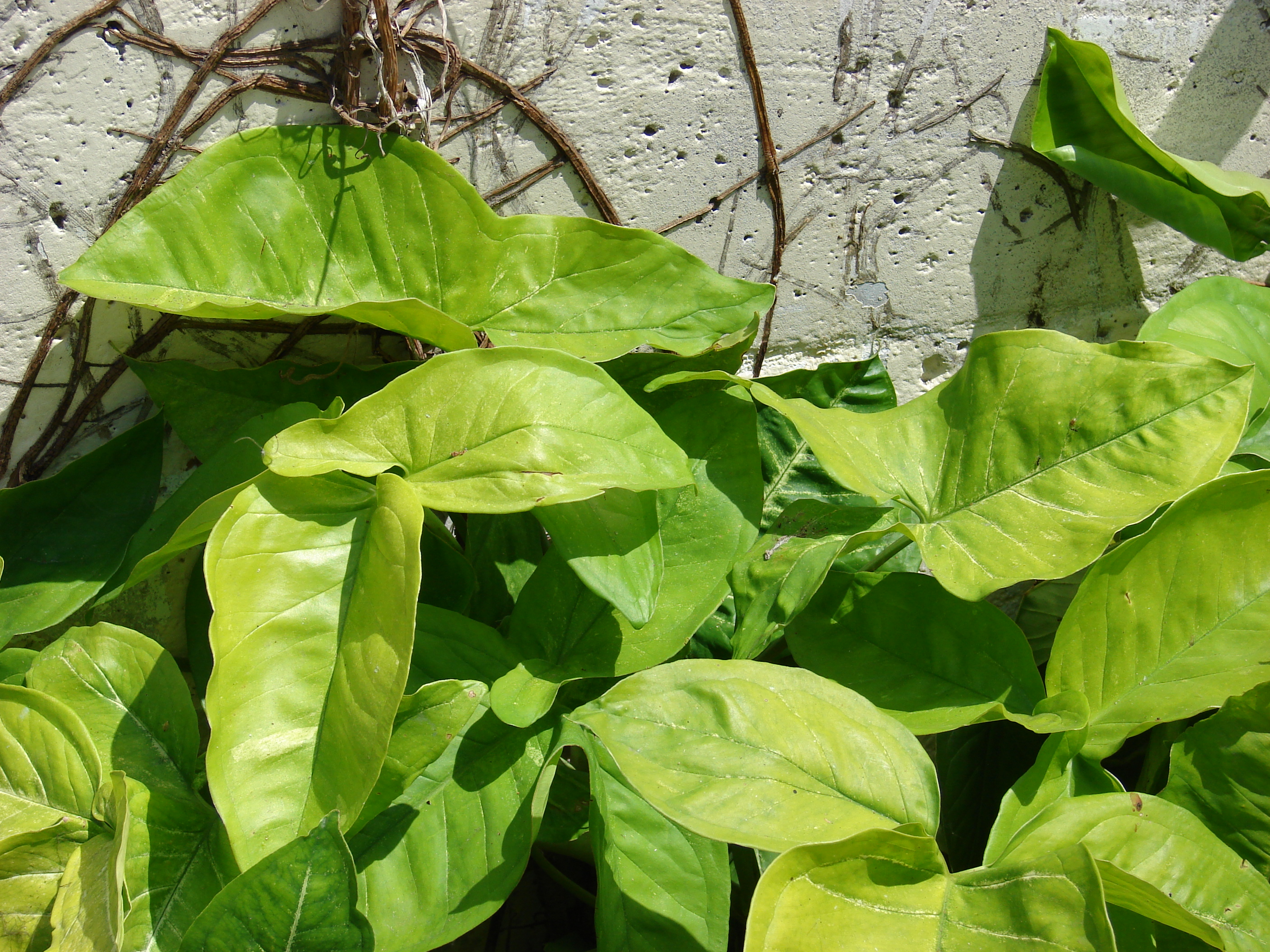
Liście przejściowe zroślichy stopowcowej

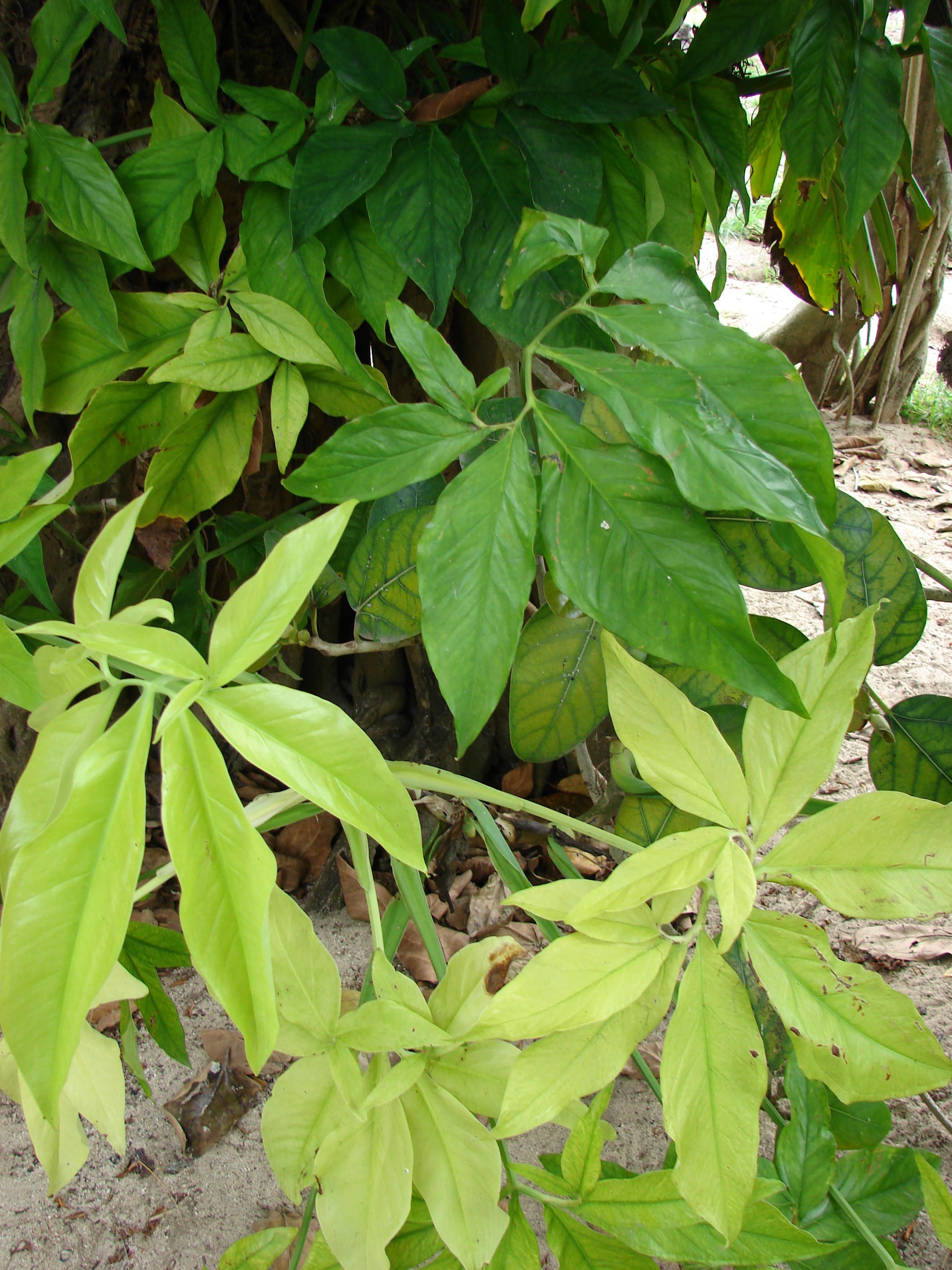
Liście dojrzałe zroślichy stopowcowej

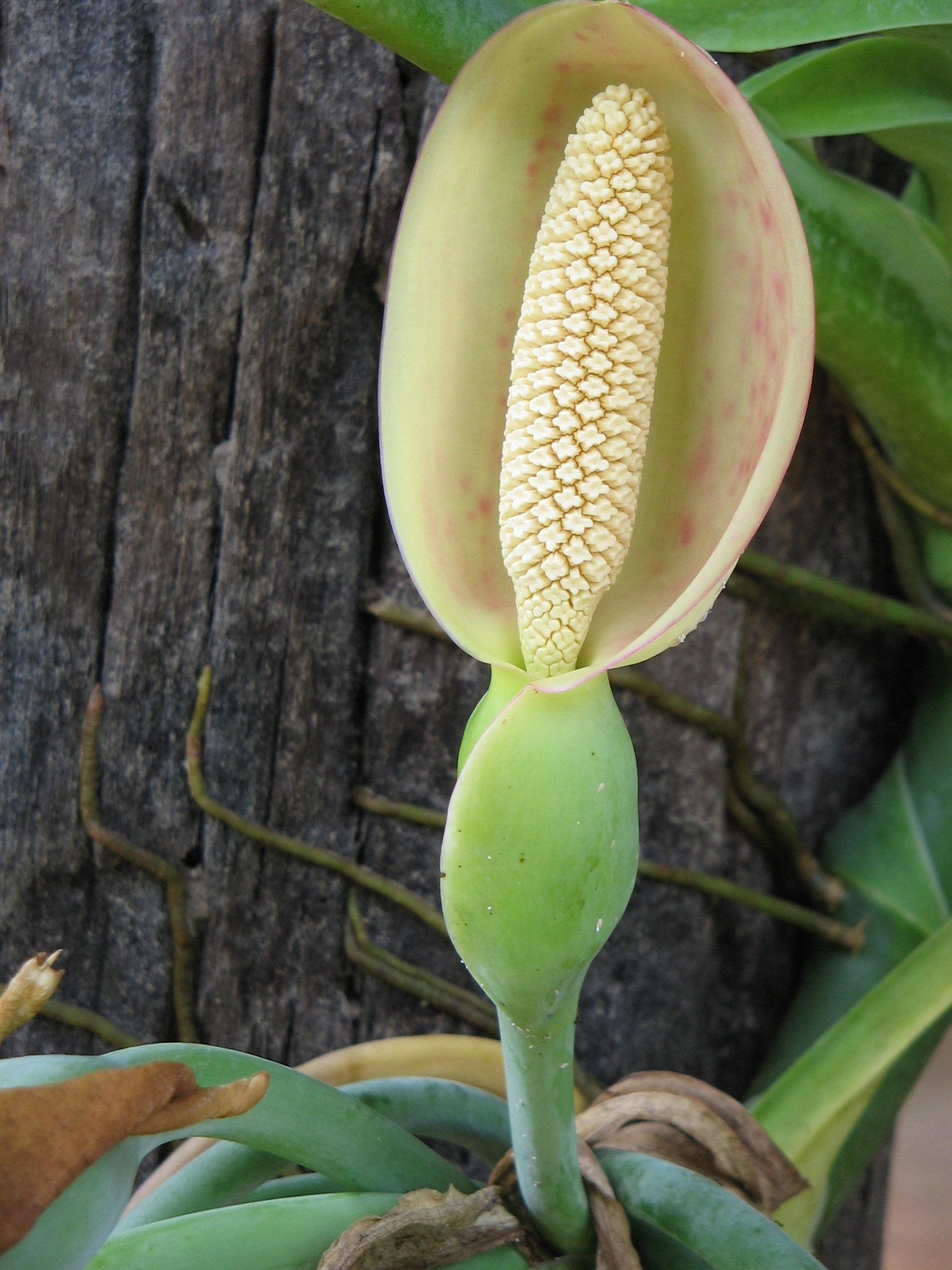
Kwiatostan zroślichy stopowcowej

Zroślicha (Syngonium Schott) – rodzaj wiecznie zielonych, hemiepifitycznych pnączy z rodziny obrazkowatych, obejmujący 34 gatunki występujące głównie w lasach deszczowych tropikalnych regionów Ameryki. Jeden z gatunków zroślichy został introdukowany na wszystkich kontynentach z wyjątkiem Europy. Charakterystyczną cechą morfologiczną roślin z tego rodzaju jest występowanie w kolejnych stadiach rozwojowych różnych form liści właściwych. Wiele gatunków zroślich, a szczególnie zroślicha stopowcowa, stało się popularnymi roślinami ozdobnymi.

## Rozmieszczenie geograficzne
Zroślichy pochodzą z tropikalnej Ameryki, gdzie występują od Meksyku do Brazylii. Centrum różnorodności rodzaju jest w Kostaryce i Panamie, gdzie występuje w sumie 16 gatunków (13 w Kostaryce i 11 w Panamie). Drugim miejscem różnorodności zroślich jest Meksyk, gdzie obecnych jest 8 gatunków. Najszerzej rozpowszechnionym gatunkiem jest zroślicha stopowcowa, której zasięg występowania obejmuje obszar od Meksyku do Brazylii. Gatunki S. glaucopetiolatum,  S. gentryanum, S. hastifolium, S. laterinervium, S. llanoense, S. occidentale, S. sagittatum, S. sparreorum i S. steyermarkii są endemitami, izolowanymi geograficznie. 11 gatunków jest endemicznych dla Ameryki Południowej. Uważa się, że meksykańskie i kostarykańsko-panamskie populacje Syngonium są od dawna odseparowane, co przekłada się na powstanie różnic morfologicznych u przedstawicieli tych samych gatunków (np. S. podophyllum i S. macrophyllum).
Zroślicha stopowcowa została introdukowana jako ozdobna roślina okrywowa w Samoa Amerykańskim, Australii, Mikronezji, Polinezji Francuskiej, Nowej Kaledonii, Niue, Portoryko, Singapurze, południowej Afryce, na Florydzie, Hawajach, Bahamach, Wyspie Wielkanocnej, Rocie, Wyspach Salomona, Wyspach Dziewiczych oraz na Wyspie Bożego Narodzenia. Wszędzie tam łatwo dziczeje, jest inwazyjna i wypiera roślinność rodzimą. Podobnie gatunkiem inwazyjnym na wielu wyspach Pacyfiku oraz archipelagu Czagos na Oceanie Indyjskim jest Syngonium angustatum.

## Morfologia i anatomia
PokrójWiecznie zielone pnącza, osiągające wysokość 10–20 m.
ŁodygaWydłużona, pnąca lub płożąca łodyga zielna o sympodialnym typie wzrostu, bez odgałęzień (rozgałęzia się jedynie po uszkodzeniu merystemu wierzchołkowego), cylindryczna do owalnej w przekroju. Po wyrośnięciu kwiatostanów ze szczytu łodygi, kończy ona wzrost, a z pąku bocznego, umieszczonego dwa węzły poniżej wierzchołka łodygi, tworzy się nowy pęd główny. Łodyga osiąga kilka milimetrów średnicy u roślin młodocianych i do 6 cm (przeciętnie 1–2 cm) u roślin dojrzałych. U roślin młodocianych łodyga jest zielona i przeprowadza fotosyntezę, jednak wraz z wiekiem rośliny komórki łodygi tracą chlorofil. Łodygi pnące mają wydłużone międzywęźla i są do pewnego stopnia elastyczne, jednakże po wygięciu skórka łodygi często pęka i złuszcza się, zmieniając kolor na brązowy lub żółtawy. Łodyga w przekroju ukazuje wyraźną warstwę kolenchymy bezpośrednio pod skórką łodygi. Granica między kolenchymą a rdzeniem łodygi jest słabo zarysowana. W miękiszu bezładnie rozmieszczone są ziarenka skrobi. Tkanki łodygi zawierają też idioblasty z kryształkami szczawianu wapnia oraz druzy. W łodydze obecne są również komórki wydzielnicze, zawierające taniny i sok mleczny, krzepnący na powietrzu.
KorzenieTuż poniżej każdego węzła łodygi powstają dwa typy korzeni przybyszowych: wiązka korzeni czepnych i pojedynczy korzeń, którego funkcją jest dostarczanie roślinie wody wraz z substancjami odżywczymi.
LiścieUlistnienie skrętoległe o dywergencji 2 2/5, niekiedy zaburzone przez lekkie skręcanie się łodygi. Ogonki liściowe tworzą zawsze wyraźną, szeroką pochwę, o długości sięgającej od połowy do niemal wierzchołka ogonka. Wierzchołek pochwy często kończy się wolno, jest spiczasty do zaokrąglonego. Ogonek liściowy gatunków zaliczanych do nieformalnej sekcji Oblongatum jest poszerzony i przedłuża się poza nasadę blaszki. W tkankach ogonków liściowych istnieje wiele międzykomórkowych komór powietrznych, co czyni je miękkimi i łamliwymi. W przekroju ogonki liściowe są zaokrąglone po stronie odosiowej i pojedynczo żeberkowane po stronie doosiowej. Żeberko to jest niemal niewidoczne u gatunków S. chiapense, S. neglectum i S. auritum. W przypadku gatunków S. hoffmannii, S. wendlandii i S. triphyllum żeberko obecne jest również po stronie odosiowej. Ogonki liści młodocianych są często żłobkowane. Blaszki liściowe zroślich są zróżnicowane na liście młodociane, przejściowe i dojrzałe, różniące się kształtem blaszki. Rośliny często rozpoczynają kwitnienie przed wykształceniem liści dojrzałych, co prowadziło do mylnego opisywania nowych gatunków zroślich. Kształt blaszek liściowych jest cechą dzielącą rodzaj na nieformalne grupy:
- Cordatum – liście młodociane całobrzegie, jajowate lub eliptyczne; liście dojrzałe całobrzegie, jajowato-eliptyczne, podłużno-jajowate lub jajowate, rzadziej strzałkowate i słabo zwężone,
- Oblongatum – liście młodociane i dojrzałe podłużne do podłużno-eliptycznych lub jajowato-eliptycznych,
- Pinnatilobum – liście młodociane jajowate, często o sercowatej nasadzie, liście dojrzałe podzielone, wąsko klapowane,
- Syngonium – liście młodociane całobrzegie, jajowate lub eliptyczne; liście dojrzałe trójsieczne do 11-siecznych i wachlarzowatopalczastych; stopień sieczności blaszek liści dojrzałych zależy od wieku liścia oraz jego położenia na łodydze, liście starsze i położone wyżej na łodydze są bardziej skomplikowane od młodocianych i położonych niżej. Nie w pełni dojrzałe liście roślin rozpoczynających wspinanie są strzałkowate lub oszczepowate.

Żyłki pierwszorzędowe pierzaste, zbiegające się do od 3 do 5 osobnych wiązek przewodzących. Żyłka marginalna położona najdalej od brzegu blaszki jest największa, tworzą ją najniżej położone żyłki boczne. Dalsze, mniejsze żyłki marginalne są tworzone przez wyżej położone, mniejsze żyłki pierwszorzędowe lub żyłki drugorzędowe. Często czwarta i piąta wiązka marginalna nie jest widoczna gołym okiem. Użyłkowanie dalszego rzędu tworzy nerwację siatkowatą.
KwiatyRośliny jednopienne, tworzące od 1 do 11 kwiatostanów, typu kolbiastego pseudancjum. Kwiatostany powstają zawsze na wierzchołku głównego pędu. Profile towarzyszą szypułkom, które są niemal zawsze wzniesione i trójkątne lub niemal cylindryczne w przekroju, z rozwartym żeberkiem po jednej stronie. Szypułki są relatywnie krótkie, lecz wydłużają się po zapłodnieniu kwiatów i zginają do ziemi pod ciężarem dojrzewających owoców. Pochwa kwiatostanu przed okresem kwitnienia jest zamknięta, zwinięta i bardzo ciasno otacza kolbę, często dzieli się na dwie części oddzielone zwężeniem: dolną komorę, jajowatą do eliptycznej i część górną. W czasie kwitnienia pochwa kwiatostanu rozpościera się, tworząc mniej więcej kulistą „filiżankę” z tyłu pochwy. Wnętrze pochwy jest generalnie białe lub kremowo-białe w górnej części, na poziomie komory często z czerwonym lub fioletowym zabarwieniem. W przypadku niektórych gatunków (np. S. neglectum) pochwa odchyla się do tyłu, w całości odsłaniając kolbę. Po przekwitnięciu pochwa zamyka się, a górna jej część wysycha. Dużo krótsza od pochwy kolba kwiatostanu dzieli się na trzy odcinki: położony najniżej, pokryty zielonkawymi lub jasnopomarańczowymi kwiatami żeńskimi, osiągający długość od 7 do 48 mm, środkową szczelinę, niekiedy szeroką, pokrytą prątniczkami oraz fragment szczytowy, poszerzony, pokryty białymi kwiatami męskimi. Każdy kwiat żeński składa się z dwóch (rzadko trzech) zrośniętych owocolistków. Zalążnie 2- (rzadziej 1- lub 3-komorowe), odwrotnie jajowate, zawierające w każdej komorze pojedynczy (rzadko 2), anatropowy zalążek, powstający z bazalnego łożyska. Znamiona słupków są dyskowate (np. S. angustatum), zrośnięte w pierścień (np. S. hoffmannii), kuliste (tylko u S. wendlandii) lub miseczkowate. Prątniczki są zwykle rozmiaru płodnych kwiatów męskich, ale bardziej nieregularne w kształcie. Kwiaty męskie składają się z 4 (rzadziej 2, 3 lub 5), niemal siedzących główek pręcików, zrośniętych w większym lub mniejszym stopniu w synandrium, o ściętym wierzchołku i rombowatych, pięciokątnych lub sześciokątnych krawędziach, rzadko ząbkowanych. Pylniki połączone są grubym łącznikiem, otwierają się przez krótką szczeliną położoną poniżej łącznika.
OwoceOwocem jest jajowaty, wielojagodowy owoc złożony, otoczony komorą pochwy kwiatostanu, która niekiedy pęka i zwija się, odsłaniając owoc, który jest zwykle brązowawy i bardzo aromatyczny (nasiona rozsiewane przez ssaki) lub biały (u S. mauroanum, S. triphyllum i S. wendlandii; nasiona rozsiewane przez ptaki). Każdy owoc zawiera od 50 do 100 nasion, które są zazwyczaj jajowate lub cylindryczne, o wymiarach 5–10×3–6 mm, z zaokrąglonymi końcami. Łupina nasion jest czarna lub brunatna, cienka, błyszcząca. Nasiona tracą zdolność kiełkowania po wyschnięciu.
Podobne rodzajePrzedstawiciele rodzaju filodendron, od których zroślichy różnią się przede wszystkim zrośniętymi, 1-3-komorowymi zalążniami (w przypadku rodzaju filodendron zalążnie są wolne i wielokomorowe) oraz nasionami bez bielma. W stanie niekwitnącym Syngonium można odróżnić od filodendronów po liściach niewyrastających z katafylli oraz wyraźnie widocznej submarginalnej żyłce zbiorczej znajdującej się w odległości 3-10 mm od brzegu liścia.

## Biologia i ekologia
RozwójWieloletnie, wiecznie zielone pnącza i hemiepifity. Niekiedy rośliny, np. po przerwaniu łodygi, stają się epifitami. Po wykiełkowaniu nasiona, co ma miejsce zawsze w gruncie, roślina pozostaje przez pewien czas w stadium rozety, ze smukłą łodyżką z bardzo krótkimi międzywęźlami. Liście, wpierw jajowate, po pewnym czasie stają się u nasady sercowate. Następnie łodyga gwałtownie przyrasta na długość, płożąc się w miejscach o najwyższym zacienieniu. Po osiągnięciu pnia drzewa łodyga zaczyna się gwałtownie wspinać w kierunku światła, a roślina zaczyna tworzyć większe blaszki liściowe. Po osiągnięciu odpowiedniej wysokości rośliny tworzą dojrzałe blaszki liściowe i kwitną. Po uszkodzeniu stożka wzrostu zwykle nierozgałęziona roślina zaczyna tworzyć pędy boczne. W przypadku utraty przez szczytowy fragment łodygi kontaktu z podporą, roślina zaczyna wytwarzać węższe i dłuższe międzywęźla i mniejsze liście. Kwiaty zroślich są protogyniczne. W procesie kwitnienia rośliny wykorzystują mechanizm termogenezy. Rośliny kwitną przez 3 dni. Około południa pierwszego dnia cyklu pochwa kwiatostanu otwiera się na ½ do ⅔ swojej długości, umożliwiając owadom dostęp do kwiatów żeńskich. Znamiona słupków stają się wilgotne, a temperatura kolby lekko podnosi się ponad poziom otoczenia. Rankiem drugiego dnia cyklu temperatura kolby gwałtownie wzrasta (do około 12 °C powyżej otoczenia), a kwiaty zaczynają wydzielać ostry aromat, zwabiający owady. Stan ten utrzymuje się około 12 godzin, po czym temperatura kwiatostanu spada, utrzymując się jednak na poziomie około 2 °C ponad warunki zewnętrzne. Trzeciego dnia temperatura kolby ponownie lekko wzrasta, a pochwa zwija się na odcinku prątniczek i kwiatów żeńskich, które w tym samym czasie przestają przyjmować pyłek. Następnie kwiaty męskie otwierają się, wypuszczając długie nitki pyłku, który opada do komory utworzonej przez dolną część pochwy. Jednocześnie temperatura kolby spada do poziomu otoczenia. Owadami zapylającymi kwiaty zroślich są chrząszcze z rodziny żukowatych, przede wszystkim z podrodzin Rutelinae i Dynastiniae. Głównie wegetatywnie rozmnaża się inwazyjna zroślicha stopowcowa – jej fragmenty pędów łatwo się ukorzeniają.
SiedliskoWilgotne lasy równikowe, lasy wtórne, tereny ruderalne, zarośla, obszary miejskie, tereny podmokłe. Gatunki inwazyjne są także uciążliwymi chwastami, np. upraw bananów.
Cechy fitochemiczneTkanki zroślichy zawierają ostre kryształki szczawianu wapnia. Kontakt z rośliną, a szczególnie jej przypadkowe uszkodzenie, może wywołać stan zapalny skóry, objawiający się swędzeniem, pieczeniem, wystąpieniem wykwitów i pęcherzy. Dostanie się soku rośliny do oka powoduje pieczenie i łzawienie. Kontakt rośliny z błonami śluzowymi jamy ustnej powoduje ich silne podrażnienie, objawiające się ostrym, piekącym bólem i obrzękiem. Spożycie rośliny powoduje stan zapalny śluzówki przewodu pokarmowego.
Interakcje z innymi gatunkamiMłode liście i ogonki liściowe Syngonium chiapensis i zroślichy stopowcowej są składnikiem diety małp z gatunku wyjców płaszczowych.
GenetykaLiczba chromosomów 2n = 22, 24, 26, 28 i 30.

## Systematyka
Historia badań systematycznychPierwszy gatunek zroślichy opisał w roku 1763 (jako Arum auritum) Karol Linneusz w drugim wydaniu Species Plantarum. Pierwszy raz nazwę Syngonium użył w 1829 Heinrich Wilhelm Schott. 27 lat później opisał on w Synopsis Aroidearum 11 gatunków z tego rodzaju, a już 4 lata później, w Prodromus Systematis Aroidearum, kolejne 9 gatunków. W 1879 Adolf Engler wyodrębnił z Syngonium rodzaj Porphyrospatha, mając na uwadze zaobserwowane przez niego różnice w budowie owocostanów przedstawicieli obu rodzajów. W 1920 Adolf Engler i Kurt Krause opublikowali w Das Pflanzenreich pierwszą kompletną rewizję rodzaju zroślicha, opisując dodatkowo 2 nowe gatunki. W 1955 Monroe Birdsey opublikował w swojej pracy doktorskiej wyniki szczegółowego przeglądu morfologicznego przedstawicieli rodzaju Sygnognium zasiedlających Amerykę Środkową i Antyle. W pracy tej Birdsey wspomniał o nowych gatunkach, z których dwa, wraz z 4 innymi, zostały opisane 11 lat później przez George’a Buntinga. Ostatnią kompletną pracą dotyczącą rewizji rodzaju Syngonium była publikacja Thomasa B. Croata z roku 1981, w której opisał on dodatkowo 13 zupełnie nowych gatunków i ponownie przyłączył do rodzaju Syngonium gatunki wyodrębnione wcześniej przez Englera do rodzaju Porpyrospatha. Najpóźniej poznane 2 gatunki zroślich opisał Michael H. Grayum w roku 1997.
Pozycja systematyczna rodzajuTakson należy do plemienia Caladieae, podrodziny Aroideae z rodziny obrazkowatych (Araceae).
Gatunki zgodnie z podziałem rodzaju według Croata
- Sekcja Syngonium – liście dojrzałe trójsieczne lub 5-11-sieczne do wachlarzowatopalczastych:
  - Syngonium angustatum Schott
  - Syngonium atrovirens G.S.Bunting
  - Syngonium auritum (L.) Schott – zroślicha uszkowata
  - Syngonium erythrophyllum Birdsey ex G.S.Bunting
  - Syngonium gentryanum Croat
  - Syngonium harlingianum Croat
  - Syngonium hoffmannii Schott
  - Syngonium laterinervium Croat
  - Syngonium macrophyllum Engl.
  - Syngonium mauroanum Birdsey ex G.S.Bunting
  - Syngonium neglectum Schott
  - Syngonium podophyllum Schott – zroślicha stopowcowa
  - Syngonium salvadorense Schott
  - Syngonium sparreorum Croat
  - Syngonium standleyanum G.S.Bunting
  - Syngonium triphyllum Birdsey ex Croat
  - Syngonium wendlandii Schott
  - Syngonium yurimaguense Engl.
- Sekcja Cordatum – liście dojrzałe całobrzegie, jajowato lub podłużno-jajowate, rzadziej strzałkowate i słabo zwężone:
  - Syngonium chiapense Matuda
  - Syngonium chocoanum Croat
  - Syngonium crassifolium (Engl.) Croat
  - Syngonium dodsonianum Croat
  - Syngonium foreroanum Croat
  - Syngonium hastiferum (Standl. & L.O.Williams) Croat
  - Syngonium hastifolium Engl.
  - Syngonium meridense G.S.Bunting
  - Syngonium rayi Grayum[20]
  - Syngonium sagittatum G.S.Bunting
  - Syngonium schottianum H.Wendl. ex Schott
- Sekcja Oblongatum – liście dojrzałe całobrzegie, podłużne do podłużno-eliptycznych lub jajowato-eliptycznych:
  - Syngonium armigerum (Standl. & L.O.Williams) Croat
  - Syngonium castroi Grayum[20]
  - Syngonium llanoense Croat
  - Syngonium oduberi T.Ray
- Sekcja Pinnatilobum – liście dojrzałe podzielone, wąsko klapowane:
  - Syngonium steyermarkii Croat

## Nazewnictwo
Toponimia nazwy naukowejNazwa naukowa rodzaju pochodzi od greckich słów σύν (syn – plus, z) i γονή (gone – gonada) i odnosi się do zrośniętych zalążni kwiatów żeńskich.
Nazwy zwyczajowePolska nazwa zroślicha jest wolnym tłumaczeniem łacińskiej nazwy naukowej. W języku angielskim najczęściej uprawiany gatunek, zroślichę stopowcową, określa się zwyczajowo jako nephthytis (jest to nazwa innego rodzaju roślin z rodziny obrazkowatych, do którego gatunek ten był zaliczany do 1879 r.), goose foot (gęsia stopa), trileaf wonder (trójlistkowe cudo), African evergreen (afrykańska wieczniezielona) lub arrowhead vine (grotowe pnącze).

## Zagrożenie i ochrona
Trzy gatunki zroślich znajdują się w Czerwonej księdze gatunków zagrożonych:
Syngonium dodsonianum
Kategoria: CR (krytycznie zagrożony) A2c, B1ab(iii) wersja 3.1

Rok oceny: 2003

Główne zagrożenie: Niszczenie siedlisk (endemiczny gatunek Ekwadoru, znana jest 1 populacja, w prowincji Pichincha).
Syngonium harlingianum
Kategoria: VU (narażony) D2, wersja 3.1

Rok oceny: 2003

Główne zagrożenie: Niszczenie siedlisk (endemiczny gatunek Ekwadoru, znana jest 1 populacja, w prowincji Pastaza).
Syngonium sparreorum
Kategoria: VU (narażony) D2, wersja 3.1

Rok oceny: 2003

Główne zagrożenie: Niszczenie siedlisk (endemiczny gatunek Ekwadoru, znana jest 1 populacja, w prowincji Cotopaxi).

## Zastosowanie

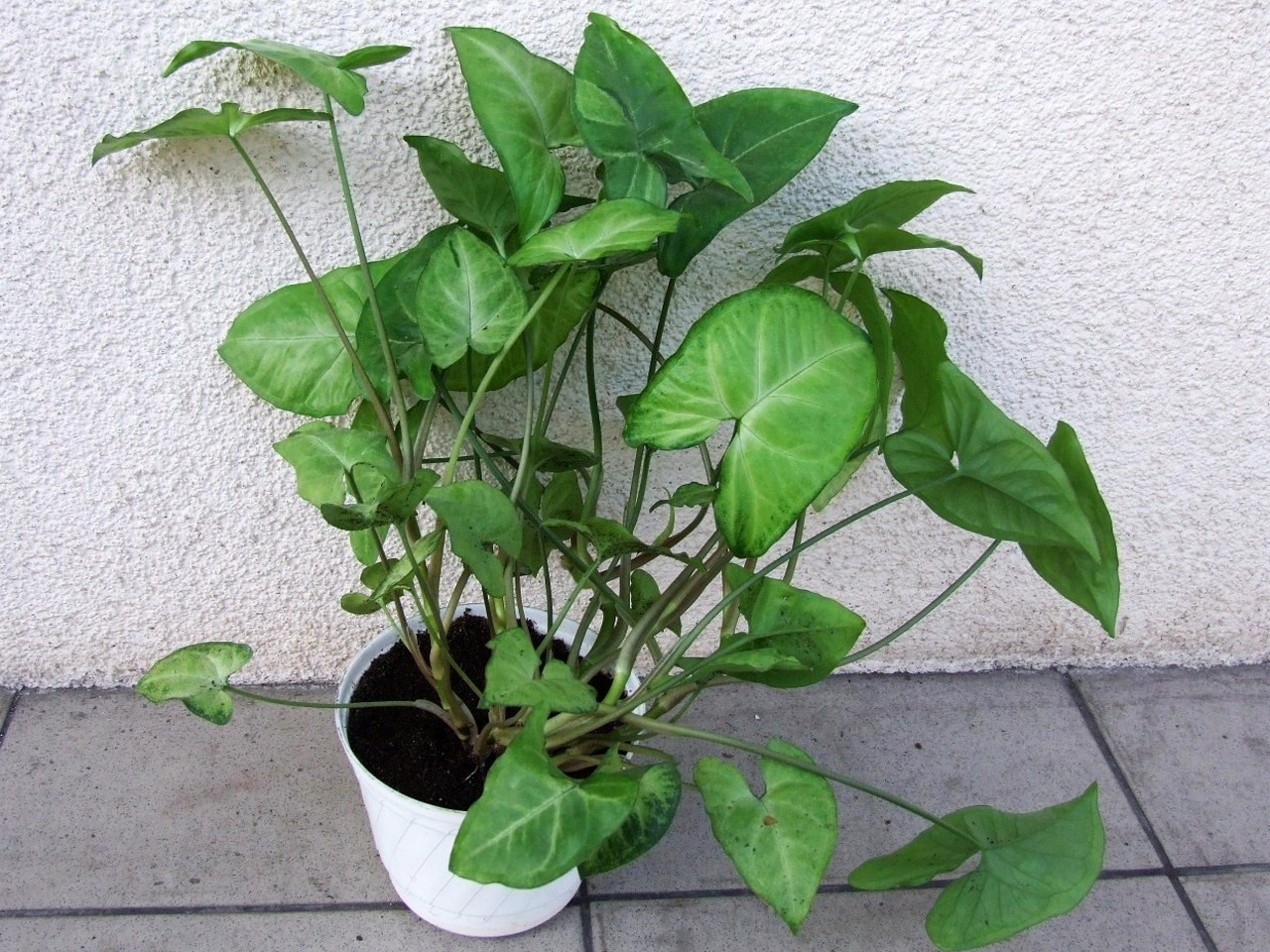
Kultywar 'Emerald Green'

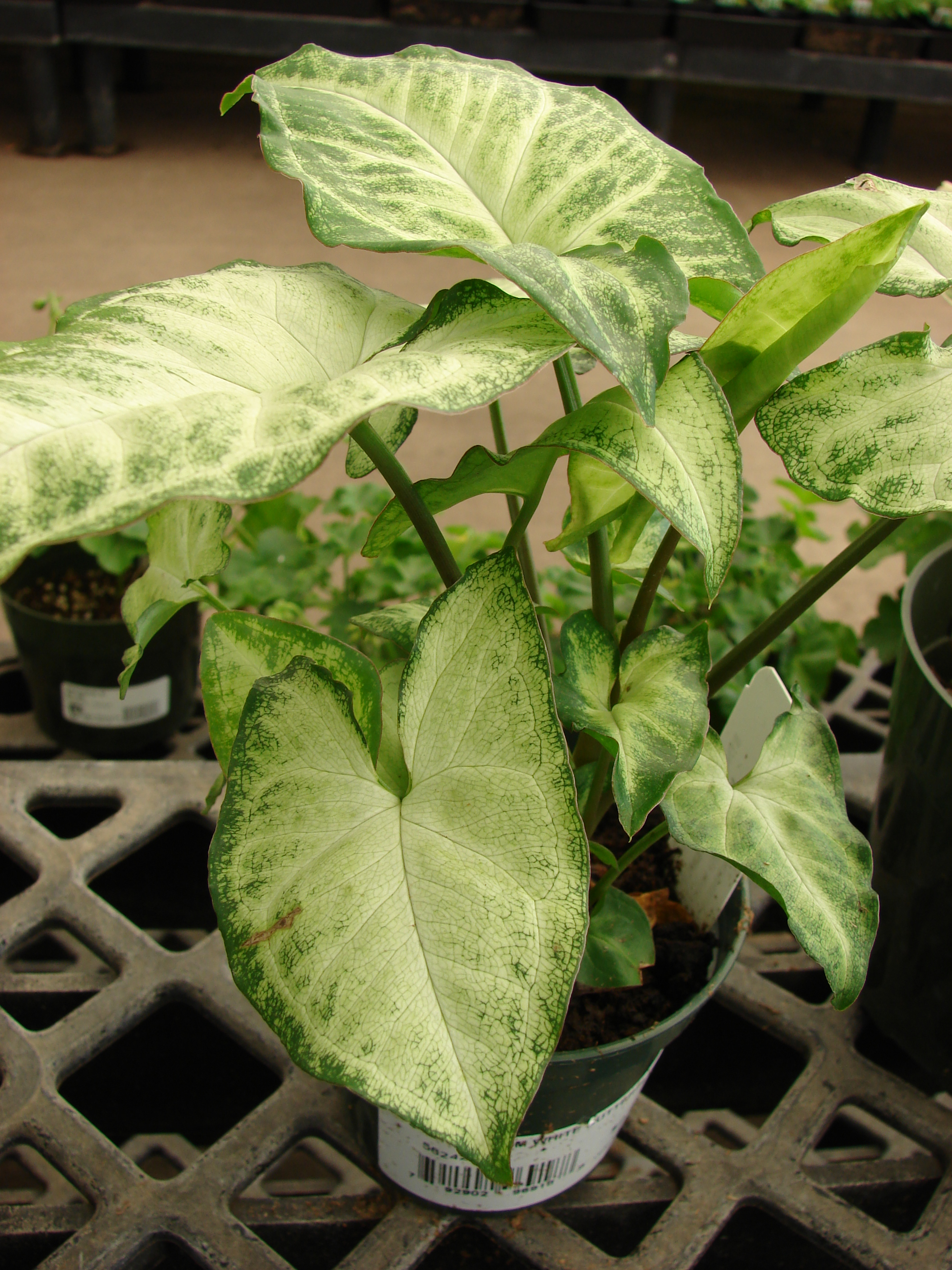
Kultywar 'White Butterfly' (?)

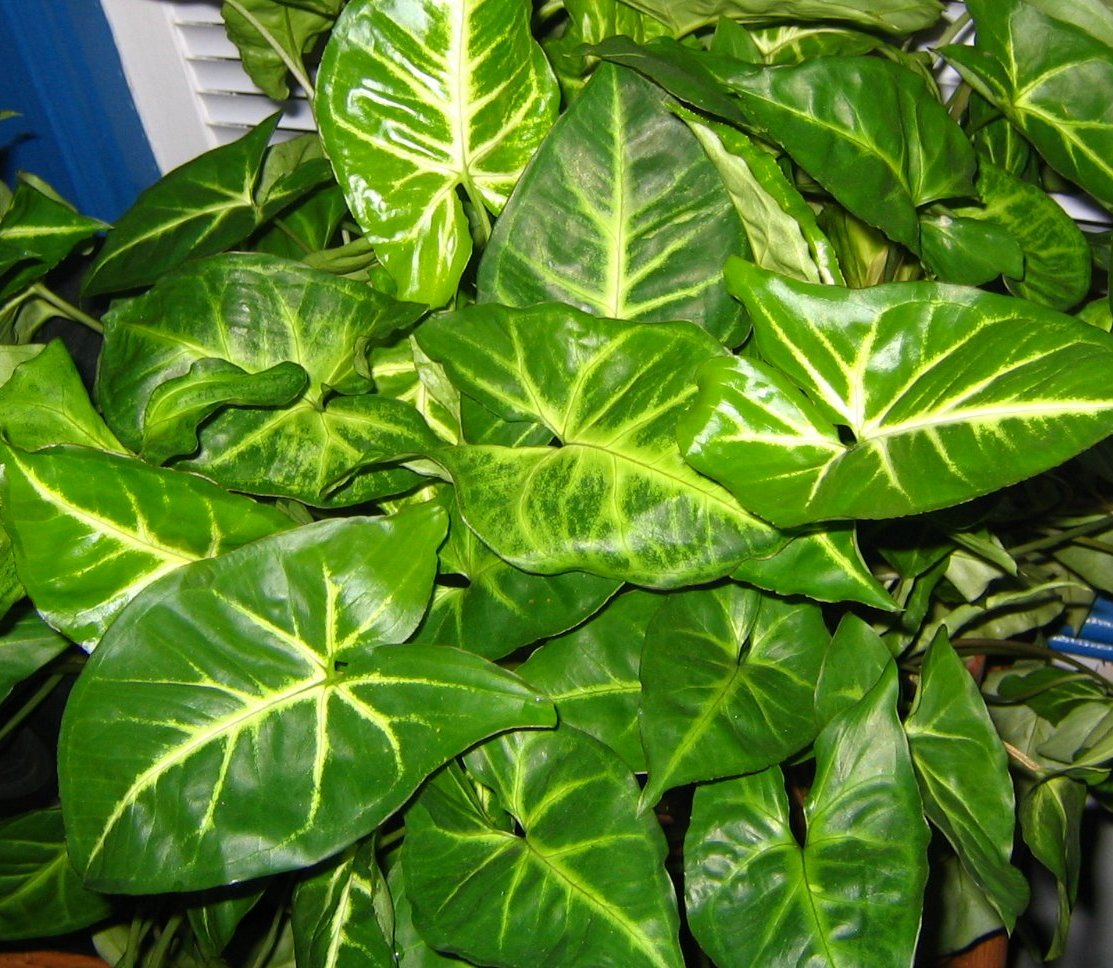
Kultywar 'Imperial White' (?)

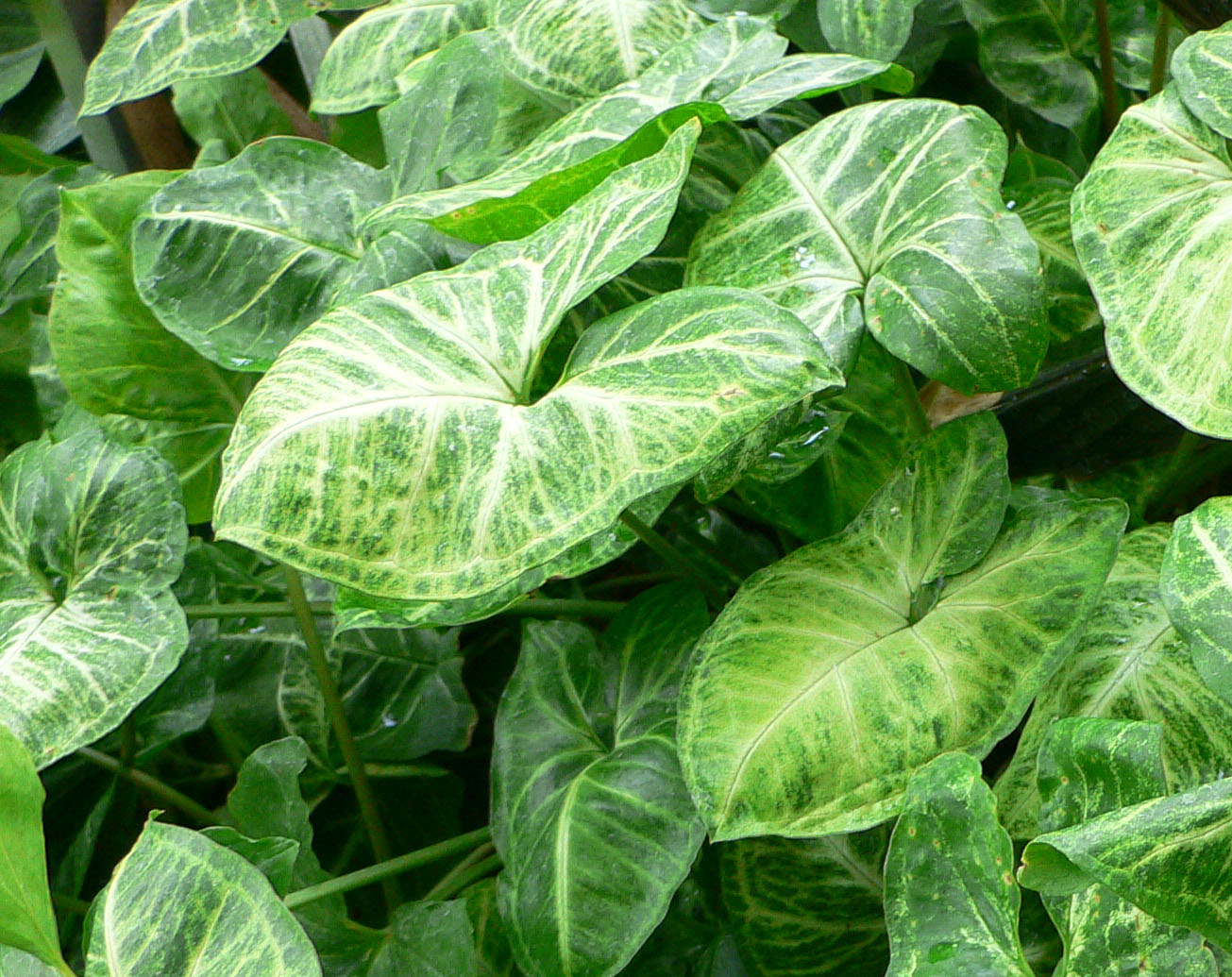
Kultywar 'Albovirens'

Rośliny ozdobneZroślichy są popularnymi roślinami doniczkowymi, a w krajach o klimacie tropikalnym, ogrodowymi. W uprawie znajduje się przede wszystkim gatunek zroślicha stopowcowa oraz jej kultywary 'White Butterfly', 'Emerald Gem', 'Emerald Gem Variegated', 'Green Gold' i 'Imperial White'. Innymi uprawianymi gatunkami są zroślicha uszkowata, S. angustatum, S. hoffmanii, S. macrophyllum i S. neglectum. Zroślichy bywają także sprzedawane jako rośliny akwariowe jednak nie są trwałe rosnąc w zanurzeniu i nadają się co najwyżej do uprawy w paludariach.
Rośliny leczniczeSok mleczny zroślich używany jest do uśmierzenia bólu po ukąszeniu przez mrówkę z gatunku Paraponera clavata. W Surinamie sok zroślichy stopowcowej aplikowany jest bezpośrednio na bolące zęby w celu uśmierzenia bólu, a wywar z liści stosowany jest w razie dolegliwości żołądkowych, natomiast w Peru, w okolicach Pucallpa, części naziemne tej rośliny aplikowane są miejscowo w celu uśmierzenia świądu po ukąszeniach owadów. Sokowi wyciskanemu z tej rośliny przypisuje się też działanie antyastmatyczne.
Rośliny jadalneLiście Syngonium angustatum są zjadane jako warzywo, wyróżniają się wysoką zawartością luteiny.
Inne zastosowaniaIndianie Ameryki Południowej używają soku Syngonium yurimaguense do zatruwania strzałek dmuchawek. W Trynidadzie, w celu zwiększenia skuteczności polowania na pekari, psy gończe kąpane są w soku z liści zroślichy stopowcowej i Dendropanax arboreus.

## Uprawa
WymaganiaZroślichy najlepiej prezentują się pokrywając podporę, np. tworząc ściankę działową. Młode rośliny sadzi się zwykle w doniczki z palikiem. Dla rośliny należy przeznaczyć dużo miejsca, ponieważ rozrasta się stosunkowo szybko i osiąga znaczne rozmiary. Optymalnym stanowiskiem jest miejsce widne, ale nie bezpośrednio nasłonecznione, o wysokim poziomie wilgotności. Podłoże powinna stanowić mieszanka torfu i kompostu z dodatkiem składników zwiększających przepuszczalność (perlitu, styropianu, kory, węgla drzewnego). Rośliny nie są mrozoodporne (strefy mrozoodporności 10–12), wymagają wysokiej temperatury, około 22 °C–27 °C, nie spadającej poniżej 18 °C. Na stanowiskach zbyt ciemnych i zimnych zroślichy tworzą bardzo długie międzywęźla.
PielęgnacjaRośliny należy podlewać miękką wodą, umiarkowanie od wiosny do jesieni i rzadziej zimą. Powierzchnia podłoża powinna lekko przeschnąć między kolejnym podlewaniem. Nawożenie umiarkowane nawozem z przewagą azotu i potasu stosuje się w okresie wzrostu tj. od połowy marca do połowy sierpnia. Badania wykazały, że oprysk roślin roztworem 100 ppm Witaminy C, 50 ppm Witaminy B1 i 40 ppm kinetyny istotnie zwiększa wszystkie parametry wzrostu zroślichy stopowcowej. Rośliny należy przesadzać tylko w razie zbytniego przerośnięcia bryły korzeniowej w doniczce. Brak korzeni przybyszowych na łodydze oznacza, że powietrze jest zbyt suche. Obcięcie wierzchołka pędu powoduje krzewienie się rośliny. Rośliny doniczkowe na ogół nie tworzą liści dojrzałych, stąd popularna zroślicha stopowcowa tworzy w mieszkaniach na ogół liście oszczepowate, a nie sieczne.
RozmnażaniePrzez sadzonki wierzchołkowe lub łodygowe, które ukorzeniają się w wodzie lub w stale wilgotnej mieszance żyznej ziemi liściowej, torfu i piasku.
Choroby i szkodnikiZroślichy zapadają na bakteryjną i grzybiczą plamistość liści. Patogenami są przede wszystkim grzyby Cephalosporium cinnamomeum i bakterie Xanthomonas campestris subsp. syngonii i Pseudomonas spp. Choroba objawia się pojawieniem nieregularnych, chlorotycznych plam na liściach, które z czasem powiększają się i stają czerwonawo-brązowe z jasnożółtą obwódką. W wyniku zarażenia liście usychają i odpadają. Choroba pojawia się w wysokiej temperaturze, w przypadku nadmiernego podlewania i zmaczania liści. Inną chorobą zroślich jest zgnilizna łodyg, liści i korzeni wywoływana przez bakterie Pectobacterium carotovorum subsp. carotovorum i P. chrysanthemi oraz zgnilizna łodyg, wywoływana przez grzyby z rodzaju Ceratocystis. Po zarażeniu pędy czernieją i gniją, wydzielając brzydki zapach. W razie zarażenia grzybiczego roślinę należy na 3 minuty zanurzyć w wodzie o temperaturze 50 °C, a następnie przesadzić. Rośliny z rodzaju Syngonium są często zasiedlane przez wciornastki. Jeden z gatunków tych owadów (wciornastek amerykański) został introdukowany do Europy w 1993 r., a do Polski w 2000 r., na liściach roślin zroślichy importowanej ze Stanów Zjednoczonych do Holandii. Owady pojawiają się w przypadku zbyt suchego powietrza i atakują liście. W razie ich zauważenia należy wykonać oprysk malationem. Zroślichy są również atakowane przez mszyce plamiste, które występują na liściach roślin importowanych do Polski, a także wełnowce cytrusowce.